# Сельское поселение «Деревня Верхнее Гульцово»
Сельское поселение «Деревня Верхнее Гульцово» — муниципальное образование в Думиничском районе Калужской области.
Административный центр — деревня Верхнее Гульцово.

## История
Гульцовский сельсовет образован в начале 1920-х годов. Перед войной в него входили деревни Верхнее Гульцово (колхоз «Трудовой пахарь», 150 дворов), Нижнее Гульцово (Жабинка, 52 дв. к-з «Борец»), Незвадово (26 дв. к-з «Серп и Молот»), Петровка (21 дв., к-з "Красный Ударник), Дмитровка? (Трубачовка, 25 дв. к-з «Трудовик»), Маслово, к-з «Заветы Ленина» — 75 дв., Верх. Куклино (51 дв., к-з им. РККА), Сорочка (29 дв., к-з «Красная Сорочка»).
Гульцовский сельсовет мало пострадал во время войны: оккупирован 5 октября 1941-го, освобожден в начале 1942-го (позже Куклино и Сорочка были снова захвачены фашистами, но ненадолго — до конца марта).
В 1968 году границы Гульцовского сельсовета изменили: в его состав вошли деревни Сяглово и Сухой Сот, а Маслово, Куклино и Сорочку передали вновь образованному Масловскому с/с. В то время в него также входили ныне исчезнувшие деревни Воймирово, Петровка, Дмитровка, Толмачи.
В д. Петровка в 1978 году было 2 двора, а в 1983 она уже не значилась в списке населённых пунктов.
В Гульцовском сельсовете было два колхоза, — им. Ленина (Гульцово) и «Мир» (Сяглово). Колхоз «Мир» под разными названиями (колхоз, СПК «Мир», «Колос») просуществовал до 2005 года, затем был ликвидирован. СПК им. Ленина в 2007 вошёл в состав агрофирмы «Лугано», которая с 2009 г. прекратила свою работу (хотя формально существует).
В 2005 сельсовет преобразован в СП «Деревня Верхнее Гульцово»

## Население
| 2010 | 2012 | 2013 | 2014 | 2015 | 2016 | 2017 |
| ---- | ---- | ---- | ---- | ---- | ---- | ---- |
| 425  | ↘413 | ↘396 | ↗397 | ↘384 | ↘377 | ↗387 |
| 2018 | 2019 | 2020 | 2021 |      |      |      |
| ↘386 | ↘374 | ↘368 | ↘360 |      |      |      |

## Состав сельского поселения
В состав сельского поселения входят:
| № | Населённый пункт | Тип населённого пункта          | Население |
| - | ---------------- | ------------------------------- | --------- |
| 1 | Верхнее Гульцово | деревня, административный центр | ↗248      |
| 2 | Верхнее Сяглово  | деревня                         | ↗17       |
| 3 | Нижнее Гульцово  | деревня                         | ↘13       |
| 4 | Кочуково         | деревня                         | ↗131      |
| 5 | Низвадово        | деревня                         | ↘2        |
| 6 | Николаевка       | деревня                         | ↘2        |
| 7 | Нижнее Сяглово   | деревня                         | ↘0        |
| 8 | Сухой Сот        | деревня                         | ↘11       |
| 9 | Казарма 153 км   | населённый пункт                | ↘1        |

- Генеральный план СП «Деревня Верхнее Гульцово»

## Полезные ископаемые
- Между дер. Николаевка и Кочуково расположено Кочуковское месторождение известняка.